# Tomás Santiago
Pour les articles homonymes, voir Santiago (homonymie).
Tomás Santiago né le 15 juin 1992 à Unquillo (Córdoba) est un joueur de hockey sur gazon argentin. Il évolue au poste de gardien de but à La Gantoise et avec la sélection nationale argentine.
Il a participé à la Coupe du monde en 2018,.

## Carrière

### Coupe du monde
- Top 8 : 2018

### Coupe d'Amérique
- : 2022